# Stazione di Steinegg
La stazione di Steinegg (in tedesco Bahnhof Steinegg) è una fermata ferroviaria nell'ex distretto svizzero di Rüte, ora appartenente al distretto di Schwende-Rüte, sulla ferrovia del Säntis (Appenzello - Wasserauen).

## Storia
La fermata fu attivata il 13 luglio 1912, in occasione dell'apertura della tratta attualmente in esercizio (Appenzello - Wasserauen) della ferrovia del Säntis.

## Strutture e impianti
La fermata dispone di un binario dotato di marciapiede per il servizio passeggeri. È dotata di un piccolo fabbricato viaggiatori ad un piano.

## Movimento
La fermata è servita da treni a cadenza semioraria (e che fermano su richiesta) sulla linea S23 della rete celere di San Gallo (relazione Gossau - Wasserauen).

## Servizi
Nella stazione sono presenti:
- Biglietteria automatica
- Sala d'attesa
- Servizi igienici[4]

Inoltre, è presente un piccolo parcheggio di interscambio.

## Interscambi
- Fermata autobus (linea serale B23)[3]